# Aurel Neagu
Aurel Neagu (ur. 8 lipca 1954 w Văcăreni) – rumuński zapaśnik walczący w stylu wolnym. Olimpijczyk z Moskwy 1980, gdzie zajął piąte miejsce w kategorii 57 kg.
Czterokrotny uczestnik mistrzostw świata; piąty w 1979 i 1982. Srebrny medalista mistrzostw Europy w 1978 i 1979 i brązowy w 1980. Trzeci na Uniwersjadzie w 1981 roku.
- Turniej w Moskwie 1980

Wygrał z Mohammadem Halilulą z Afganistanu, a przegrał z Mongołem Dugarsürengijnem Ojuunboldem i Li Ho-pyongiem z Korei Północnej.